# Station de New Norcia

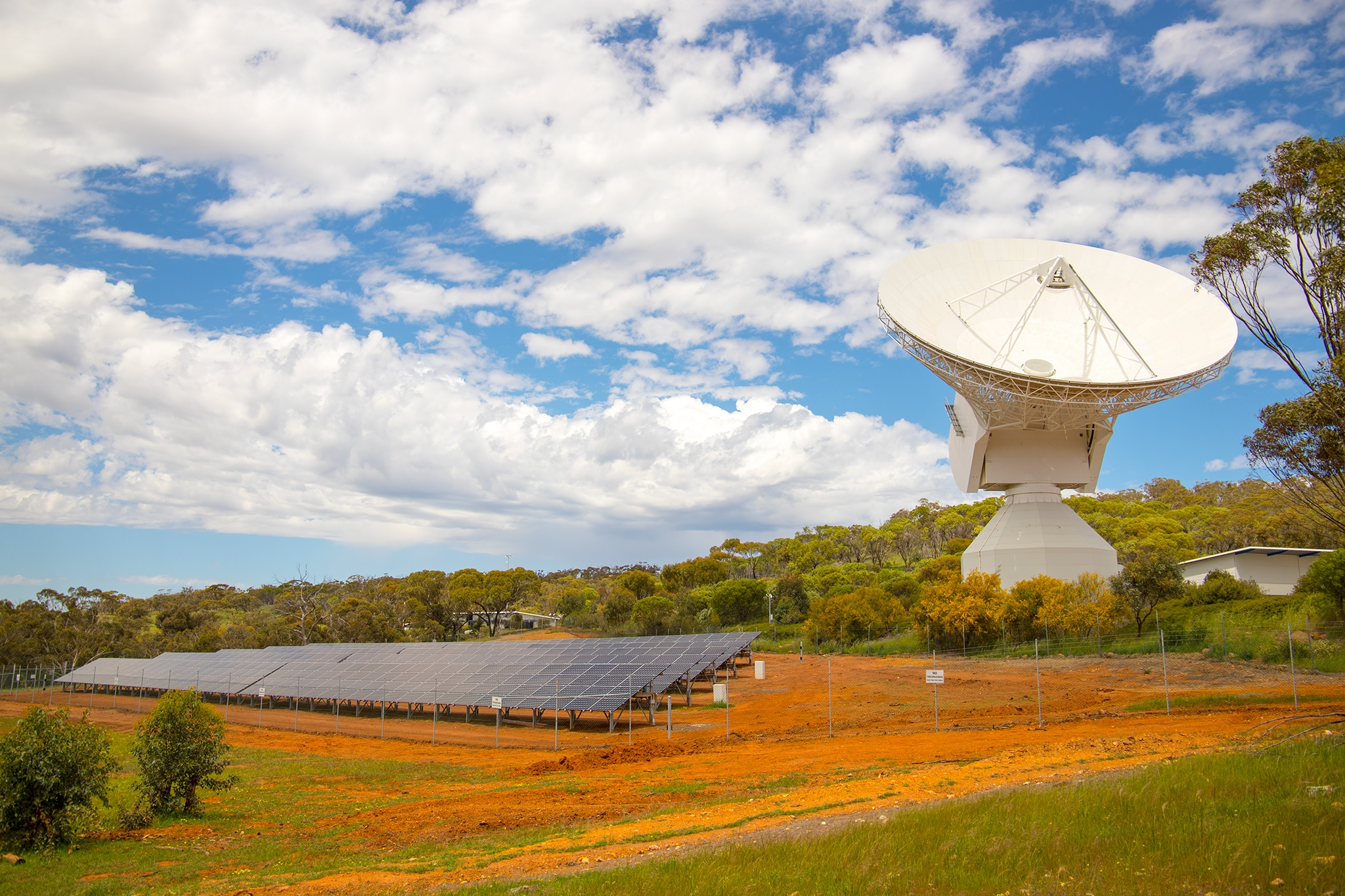
Antenne parabolique de 35 mètres de la station de New Norcia en Australie, utilisée par l'Agence spatiale européenne pour ses communications avec ses engins circulant dans l'espace profond.

La Station de New Norcia ou DSA 1 (Deep Space Antenna 1) est une station terrienne du réseau ESTRACK de l'Agence spatiale européenne qui est installée en Australie. La station dispose d'une antenne parabolique orientable de 35 mètres de diamètre. Elle forme avec la station de Cebreros en Espagne et de la station de Malargüe en Argentine un réseau de stations complémentaires (car réparti sur le pourtour du globe terrestre) qui permet un suivi 24h/24 des missions spatiales de l'agence spatiale européenne dans l'espace profond (sondes interplanétaires, ...) telles que Rosetta, Gaia, Mars Express et Exomars.

## Caractéristiques
La station de New Norcia, qui est entrée en service en mars 2003, est chronologiquement la première station du réseau de suivi des missions interplanétaires à être entrée en service. Les sites des deux autres stations également dédiées aux missions en espace profond (New Norcia et Cebreros) ont été choisis par la suite de manière à être écartés d'environ 120° en longitude de son implantation. La station est située à 8 kilomètres au sud du village de New Norcia et à 150 kilomètres au nord de la ville de Perth, capitale de l'Australie-Occidentale implantée sur la côte ouest de l'Australie. Le site est situé au niveau de la latitude 31°S à 252 mètres d'altitude. La station permet la réception et la transmission d'émissions radio des engins spatiaux en bande S et bande X et dans le futur la réception en bande Ka. Son rôle est de recevoir les télémesures, les données de la charge utile, d'envoyer des commandes et de réaliser des mesures de la position et de la trajectoire (mesure par effet Doppler, Delta-DOR) des engins spatiaux circulant dans l'espace interplanétaire. L'antenne parabolique pèse 580 tonnes. Elle peut être réorientée à la vitesse de 1° par seconde sur tous les axes. La station est pilotée à distance depuis le centre de contrôle de l'agence spatiale européenne, l'ESOC situé à Darmstadt (Allemagne).
Une antenne parabolique complémentaire de 4,5 mètres de diamètre, baptisée NNO-2, a été installée en 2015 pour suivre la position des engins spatiaux peu après leur lancement.
Depuis l'été 2017, la station est partiellement alimentée par une centrale électrique solaire.